# Walo II. von Chaumont-en-Vexin
Walo II. (auch Gualo oder Galon, * 1060; † 20. Mai 1098 vor Antiochia) war Vicomte von Chaumont-en-Vexin.
Sein Vater war Odo de Beaumont († nach 1088), Vicomte von Chaumont-en-Vexin, Sohn des Grafen Ivo von Beaumont aus dem Adelsgeschlecht Beaumont-sur-Oise.
Walo war um 1085 Konstabler des französischen Königs Philipp I. von Frankreich. Beim Tod seines Vaters nach 1088 folgte er diesem als Vicomte von Chaumont.
1096 brach er im Kontingent des Bruders des Königs Hugo von Vermandois am Ersten Kreuzzug auf. Er wird bei den Kämpfen bei Nicäa und bei Doryläum genannt. Walo starb am 20. Mai 1098 während der Belagerung von Antiochia.
Er war verheiratet mit Humberge von Le Puiset, Schwester von Erhard III., Seigneur von Le Puiset und Vicomte von Chartres, beide stammend aus einer der berühmten Île-de-France-Familie Le Puiset. Mit Humberge hatte er drei Kinder:
- Drogo de Chaumont († nach 1099), Seigneur von Trie, Teilnehmer des Ersten Kreuzzugs, ab 1099 Mönch in St. Germer, Begründer des Geschlechtes von Trie;
- Hugo, 1115 Probst von St. Germer;
- Humberge († vor 1089).